# Fleur de lys
Pour les articles homonymes, voir Fleur de lys (homonymie).

Fleur de lys.

Fleur de lys dans la couronne, ordre du Saint-Esprit et armoiries.

La fleur de lys, ou fleur de lis (⚜), est un meuble héraldique. C'est l'une des quatre figures les plus populaires avec les multiples croix, l'aigle et le lion. Elle est habituellement classée parmi les figures naturelles.
La fleur de lys ne représente pas le lys (Lilium sp.) que l'on trouve dans les jardins (utilisé plus rarement en héraldique sous le nom de lys de jardin). Certains auteurs, comme Charles Bruneau et le frère Marie-Victorin, y voient plutôt une représentation stylisée de l'iris des marais. 
Du fait de sa valeur dans la tradition chrétienne, la fleur de lys était symboliquement très présente sous la forme d'aigrette trifide, dans l'Empire byzantin puis dans les royaumes francs et le royaume lombard. Ce symbole fut utilisé par les souverains carolingiens puis par leurs successeurs, empereurs ottoniens et rois capétiens. C'est sous le règne de Louis VII que l'expression « fleur de lis » apparut et que les fleurs de lis d'or sur champ d'azur devinrent les armes de France et l'emblème spécifique des rois de France. Aujourd'hui délaissée en France, elle est encore en Amérique du Nord un symbole de la présence francophone, en particulier au Québec où elle fait office de symbole national. 
Une fleur de lys blanche est l'élément central du logo de l'emblème du scoutisme mondial choisi par son fondateur Baden Powell depuis sa création.
Sur les cartes anciennes la fleur de lys est traditionnellement utilisée pour indiquer le nord et souvent additionnée à une rose des vents sur les cartes marines.

## Les fleurs de lys de France

### Légendes sur l'origine des fleurs de lys de France
De nombreuses légendes ont cherché à expliquer l'origine des armes de France.

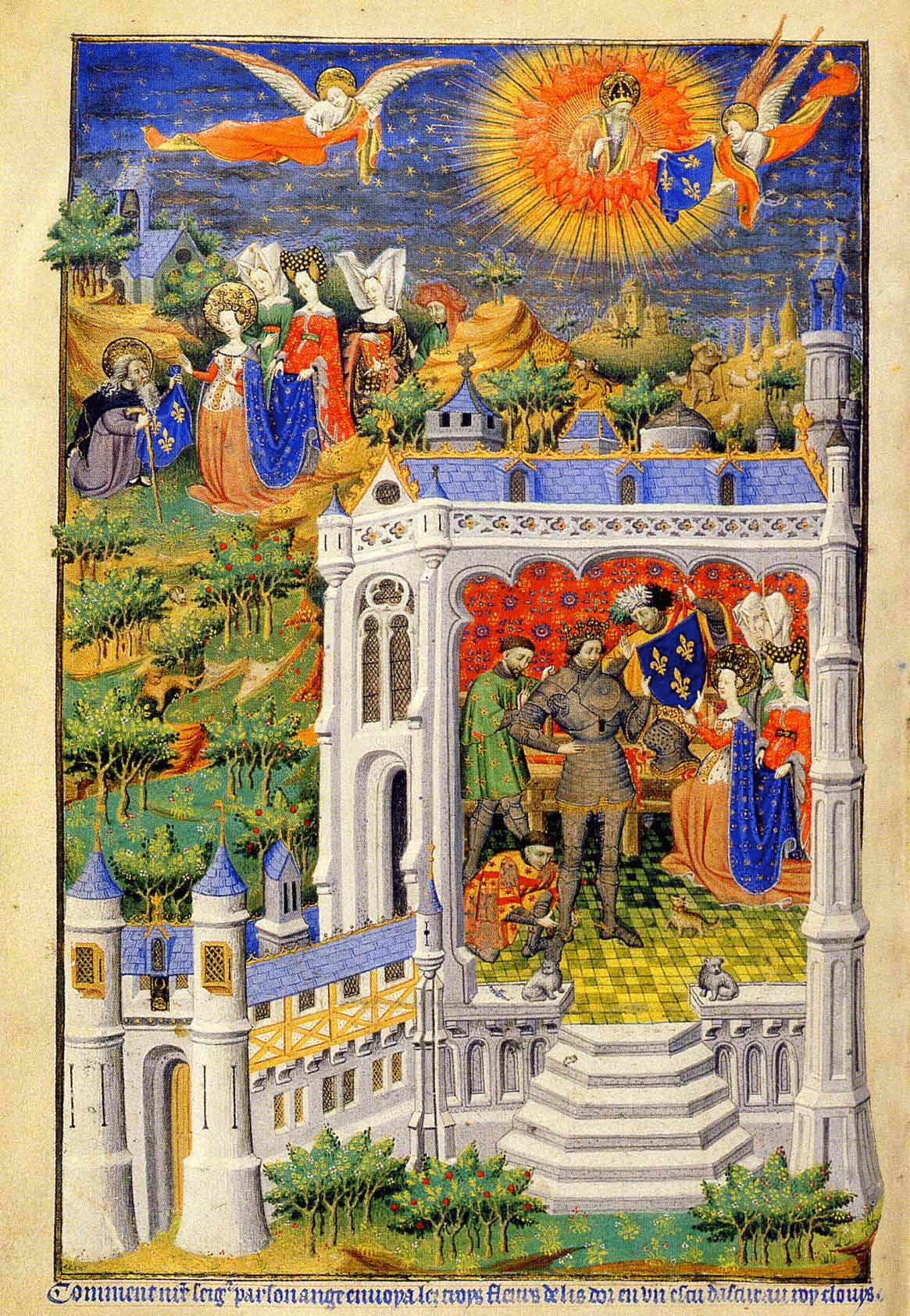
Clovis recevant la fleur de lys.

- Clovis recevant la fleur de lys.Parmi les hypothèses donnant à la fleur de lys des origines religieuses, on peut citer cette légende hagiographique[1] : dans l'ancienne forêt de Cruye (actuelle forêt de Marly), près du château de Montjoie où la tradition a fait séjourner Clovis et son épouse, vivait près d'une fontaine un ermite que la très chrétienne reine Clotilde avait l'habitude de venir consulter. Un jour qu'elle était en prière avec le saint homme, un ange leur serait apparu et lui aurait demandé de remplacer l'écusson de son mari portant trois croissants ou trois crapauds par trois fleurs de lys qui brillaient d'une couleur d'or sur la plaine de l'actuel Joye-en-Val. On prêtait à Clovis avant sa conversion des armes à trois crapauds[2].

- Une autre légende rapportée par Louis Girard rappelle que la fleur de lys est un iris stylisé dont Clovis a fait sa fleur favorite : lors de la bataille de Vouillé en 507, les armées de Clovis sont repoussées dans les marécages de la Vienne par les Wisigoths d'Alaric II. Une biche au son de l'armée traverse alors la Vienne en crue au niveau d'un gué[3] environné de grands iris dont les rhizomes contribuent à la stabilisation des berges et vasières des cours d'eau, indiquant ainsi que ce passage au sol stable pouvait être franchi par les armées franques qui vont pouvoir battre les Wisigoths. Cette fleur, symbole de la victoire de Clovis, est dès lors adoptée par le roi des Francs[4].

- Il a aussi été affirmé que la fleur de lys serait un ancien symbole des Francs saliens qui étaient originaires de Flandre où l'iris Faux-Acore ou iris des marais (Iris pseudacorus L.), plante hélophyte à fleurs jaunes spectaculaires, pousse en abondance sur les rives de la Lys[5], le cours d'eau le plus important de Flandre après l'Escaut. Le seigneur d'Armentières, une ville où coule cette rivière, en fit le motif de son blason. Lors de l'annexion de son fief par le roi des Francs, celui-ci décida à son tour de l'ajouter à son propre blason. Ainsi serait née la « fleur de Lys », qui n'aurait pas été un lys mais un iris[6].

- Pierre-Barthélemy Gheusi donne à la fleur de lys une origine plus guerrière que botanique : ce serait un embout de javelot gaulois (ou encore l'Angon des Francs) avec pointe et crochets (voir l'analogie de forme avec ce sceptre fleurdelisé du blason de Trieste – blasonné « Hallebarde » – et qui serait la lance de Saint Serge selon Ottfried Neubecker, Le Grand Livre de l'héraldique).

### Le lys chez les Carolingiens
Le lys apparaît dans le monde franc à la fin du règne de Pépin le Bref (715-768) et au début de celui de Charlemagne (742-814), qui furent précisément en contact de plus en plus étroit avec les Lombards.
- On a découvert dans ce qui reste de l'église de Saint-Denis, construite par l’abbé Fulrad à la fin du règne de Pépin le Bref et au début de celui de Charlemagne, des colonnes dont les bases étaient ornées d'une frise de lys et rinceaux. Il y a été vu une influence de l'art aulique lombard[7].
- Le Christ de l’évangéliaire de Godescalc, peint vers 782 à la cour de Charlemagne, est environné de lys blancs[8]. De nombreux manuscrits carolingiens présenteront des lys blanc et or, parfois sous la forme de rinceaux et associés au monde stellaire[8]. L'évangéliaire de Charlemagne fut réalisé après son second voyage à Rome et chez les Lombards[9]
- Les lys sont appréciés par Charlemagne qui les place en tête du capitulaire De Villis, règlement des villae royales, grandes exploitations agricoles carolingiennes[10]. Dans l'Ancien Testament, le IVe livre d'Esdras montre de même que Dieu a choisi le lys comme la première des fleurs (4 Esdras 5, 24) : voulant se placer dans la tradition de la royauté biblique, les Carolingiens font cultiver le lys qui figure en tête des fleurs devant pousser dans les jardins royaux[11].
- Sur la statuette équestre du Louvre représentant Charlemagne ou Charles II le Chauve, le roi porte une couronne gemmée ornée de quatre aigrettes trifides et chaque chaussure est ornée d’un tel fleuron qui est, semble-t-il, un signe royal[12],[Note 1].
- Vers 850, Sedulius de Liège chante « le lys royal [qui] règne du haut des sceptres étincelants » dans De rosae liliique certamine, vers 850.
- Dès Charles II le Chauve, les lys d’or prolifèrent, d’un style très végétal mais très simplifié sur les sceptres et les couronnes : ils présentent trois pétales au lieu de six, comme le lys blanc des jardins des mosaïques de Rome et Ravenne également trois[13].
- Les bulles impériales et royales de Charlemagne, Louis Ier le Pieux et Charles II le Chauve représentent le souverain coiffé d’une couronne ornée d’une aigrette trifide[14] dont la forme est celle de la fleur de lys.
- Les autres rois d'Europe imiteront les usages carolingiens : ainsi, en Angleterre, le roi Edgar le Pacifique (959-975) est peint en souverain carolingien dans le frontispice de sa charte de New-Minster, ce qui explique sa couronne à trois lis d’or à deux pétales ; d’autres couronnes anglaises destinées au Christ, à la Vierge, au roi sont ornées de lys à trois pétales ; les premiers empereurs du Saint-Empire utiliseront des sceptres dont la hampe est une tige végétale[13].

### Le lys chez les Capétiens

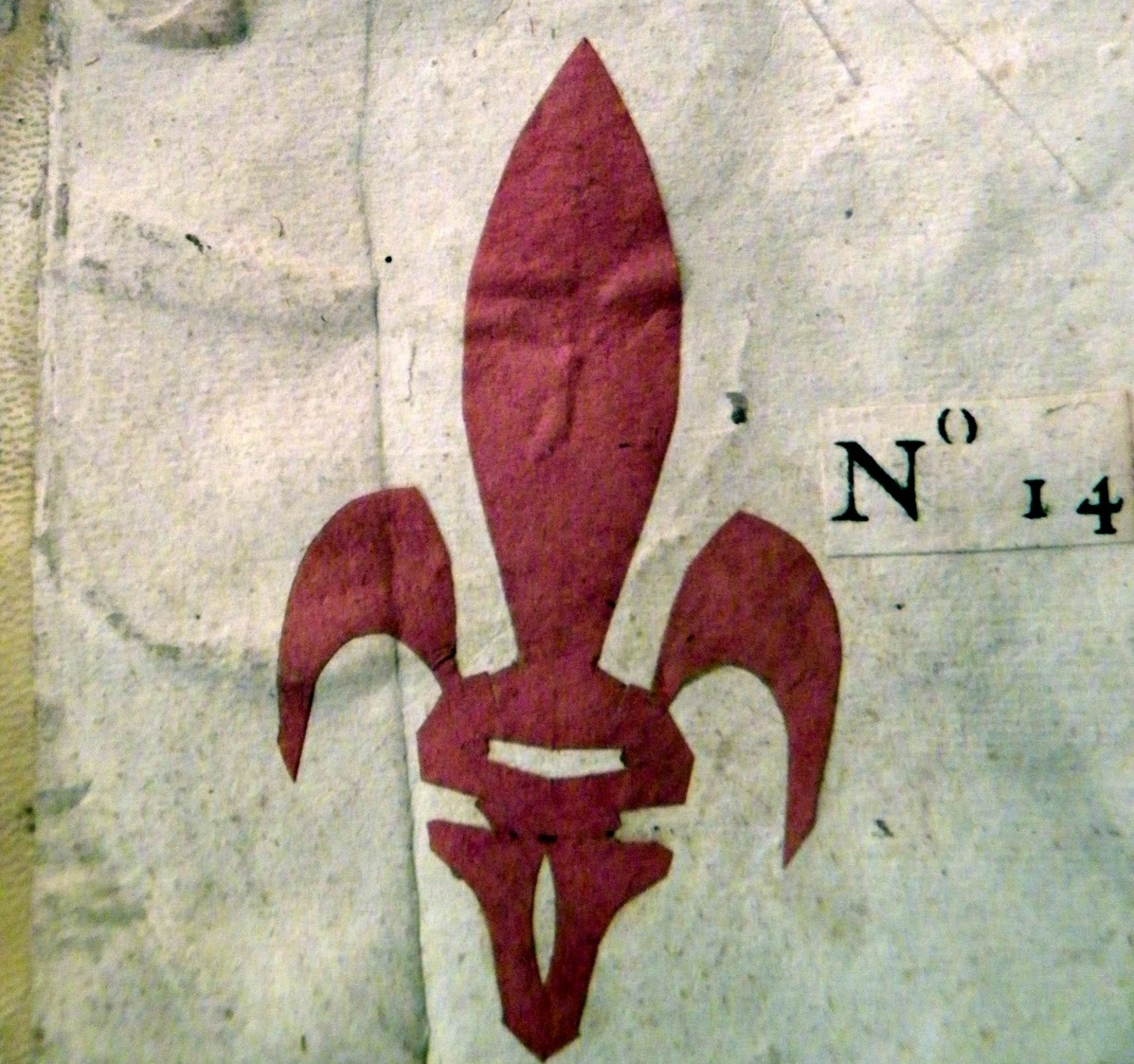
Fleur de lys, collée dans un manuscrit de médecine du XVIIe siècle.

#### Le lys sous les premiers Capétiens directs
Dès les premiers Capétiens directs, le lys est présent dans la symbolique royale : Hugues Capet a sur son sceau une couronne de trois lys ; Robert II le Pieux, sur son deuxième sceau en navette, porte une couronne fleurdelisée et tient un fleuron à trois étages ; Philippe Ier est représenté coiffé d’une couronne à trois lys avec dans sa main droite un fleuron du genre lotus à trois pétales et un long sceptre à lis ; sous Louis VI , est frappé un denier dont la croix est cantonnée de deux lis sous forme de trois pétales sortant d’un triangle ; Louis VII, fut nommé à sa naissance Florus selon Ordéric Vital dans son Historia Ecclesiastica et son sceau le montre avec trois lis sur sa couronne.

#### Apparition de la fleur de lys sous Louis VII
Il semble que Louis VII ait joué un rôle déterminant dans l'adoption de la fleur de lys comme symbole spécifique de la royauté française. De fait, l'héraldique apparaît sous son règne et, à partir de Louis VII, le décor royal et étatique est criblé de fleurs de lys.
- Avant Louis VII, à la suite des souverains carolingiens, les premiers rois capétiens imitaient la robe talaire bleue semée d’astres et de constellations du grand prêtre d’Israël[Note 4]. On sait par Helgaud en sa Vie du roi Robert que Charles II le Chauve avait un ornement appelé orbis terrarum. Le ciel cosmique a été changé en ciel des élus, ciel spirituel, et le manteau royal est devenu bleu semé de fleurs de lys d’or, composition assurée pour l’ordo de 1200 environ, reflet probable du sacre de Philippe II Auguste en 1179[11]. Ce changement se serait fait sous l'influence des idées que Bernard de Clairvaux a exprimé dans ses Sermons sur le Cantique des cantiques, pour qui dans le monde spirituel, les Élus sont assimilables à des lys[16],[17],[18] ; le lys n'est pas en lui-même un symbole marial mais un signe de ressemblance avec le Christ[19]. Cette influence aurait pu transiter par l'intermédiaire du frère du roi, le prince Henri, qui avant d'être archevêque de Reims, fut simple moine à Clairvaux entre 1145 et 1149[20] ; dans cette optique, le Cosmos du vêtement du roi ne doit plus être celui du monde matériel des astres, mais le monde spirituel des saints ; dès lors, une bannière semée de lys peut concrétiser la parole de la Sagesse selon laquelle tout l'Univers (spirituel) combat avec le juste[21]. Dès avant Bernard de Clairvaux, le ciel fleuri, évocation des élus, est omniprésent dans l'art occidental, par exemple dans la Chanson de Roland, ou sur les églises comme celle de la Lande de Fronsac[22]. Sur les vêtements du sacre de Jean II le Bon, les deux cosmos matériel et spirituel coexistent[23]. De fait, les vêtements du sacre français ont un décor identique aux armes du roi, ce qui n'arrive dans aucun autre pays[24].
- Le nom fleur de lys apparaît sous le règne de Louis VII, dans Érec et Énide peu après 1160[11] et on peut remarquer que ce terme est phonétiquement identique, en tout cas très proche de « Flor de Loys » (Fleur du Roi Louis), Louis VII ayant en fait adopté comme blason l'Iris des marais mais l'assonance entre « Flor de Loys » (l'iris) et « Flor de Lys » a perpétué une équivoque historique[25].
- Le gisant de Louis VII à l’abbaye cistercienne de Sainte-Marie de Barbeau. Le tombeau date de 1180-1206 : la dalmatique du roi y est ornée de bandes décorées d’un réseau losangé comblé de fleurs de lis, de même que la tunique ; on peut penser que son épouse Adèle de Champagne n’aurait pas fait installer des fleurs de lis sur la tombe de son mari si celui-ci ne les avait pas assumées[26]. La fusée de l'épée Joyeuse, qui est contemporaine, présente la même symbolique fleurdelisée[24].
- Tous les descendants de Louis VII eurent des armes liliacées alors que les descendants des frères de ce roi (Maisons de Dreux et Courtenay) et de ses cousins (Maisons de Vermandois et Bourgogne) n’ont pas eu de fleur de lis[27].

### Les armes de France depuis Louis VII

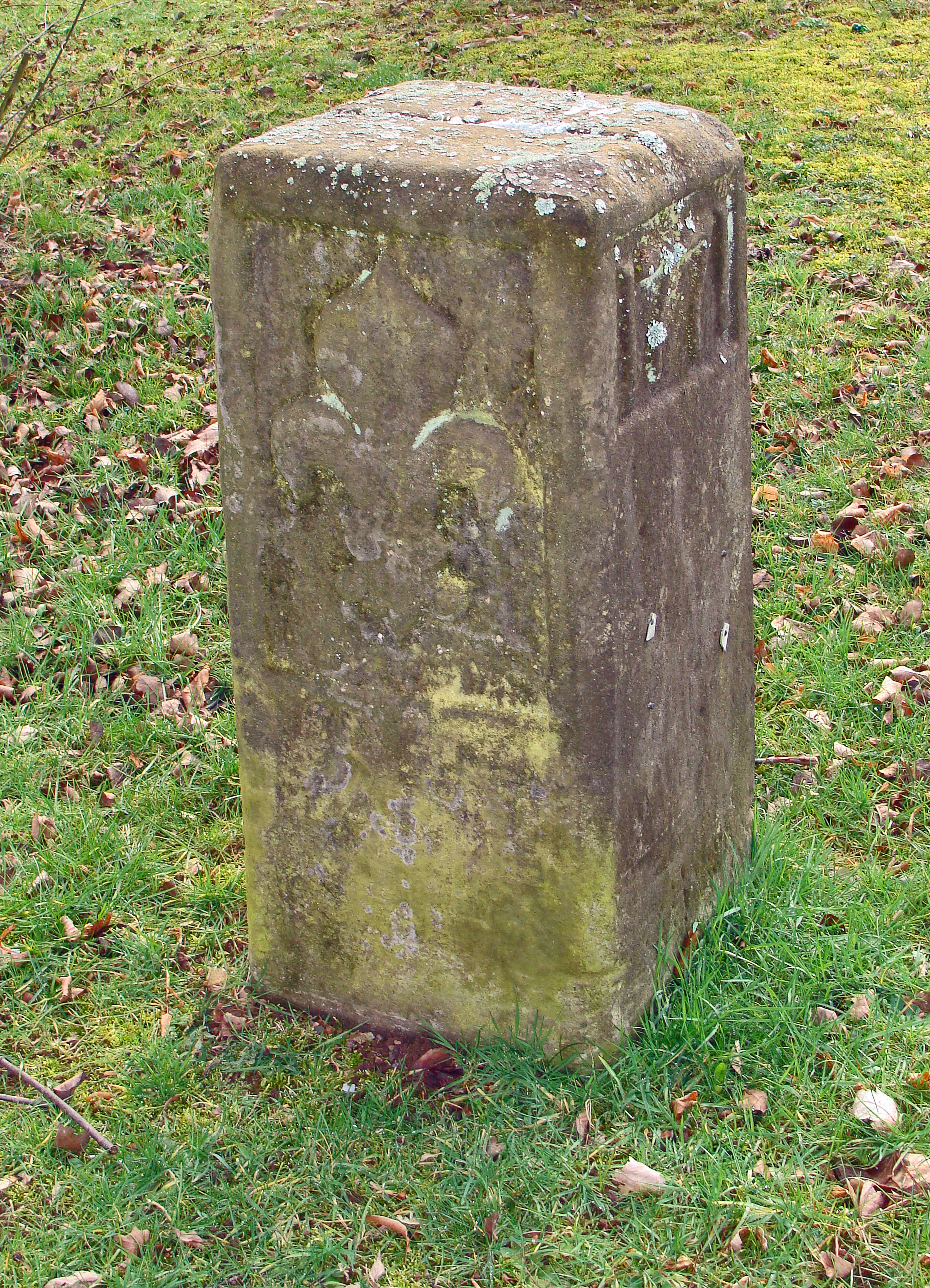
Le baron François-Marie-Claude Richard de Hautesierck (1713-1789) fit établir cette borne-frontière portant fleur de lys près de la cité Bois-Richard de L'Hôpital (Moselle). Cette borne a été déplacée et se trouve placée près de l'église de Lauterbach (Sarre).

#### Représentations
Les fleurs de lys sont couramment représentées sous une forme stylisée, jaune sur fond bleu : d'azur semé de lys d'or ou d'azur à trois lys d'or pour la version « moderne ».
- Philippe II Auguste utilise une bannière bleue fleurdelisée d’or bleue dès 1191 lors de la Troisième croisade et l’un de ses baillis porte l’écu fleurdelisé en 1207[11].
- L’aspect botanique et floral de ce symbole royal apparaît, notamment, dans les fines nervures sur les fleurs de lys des contre-sceaux des rois de France à partir de Philippe II Auguste : le graveur de ce roi a mis deux étamines stylisées qui apparaissent aussi dans la fleur tenue par la main droite de ce roi sur son sceau de majesté[28]. Un emploi du semis de lys attesté se trouve sur un sceau du fils de Philippe II Auguste, le prince Louis, futur Louis VIII, en 1211. Le semis qui est remplacé en 1375 par trois fleurs de lys.
- La France du Moyen Âge sera symbolisée par des pavillons aux armes de France sur les portulans : des navires ont utilisé cet emblème dès 1270 sur un manuscrit[11]. Ainsi, Les armes d'azur semé de fleur de lys d'or et d'azur à trois fleurs de lys d'or sont si étroitement liées à la monarchie française que la langue du blason utilise les expressions de France ancien (pour le semé) et de France moderne (pour les trois fleurs de lys) pour économiser une description archi-connue de tous. On trouve notamment le chef de France (suivant les époques et les villes, de France ancien ou de France moderne) souvent accordé en augmentation par les rois de France à des villes « fidèles » à la couronne, comme Lyon, Angers, Tours, Poitiers, Fréjus, Le Havre, Laon mais aussi la bande de France ou le chevron de France.
- En France, les bonnes villes, c’est-à-dire celles qui avaient le droit de se faire représenter par leurs « mayeurs » (ou maires) au sacre du roi de France, avaient le droit de porter sur leur blason un chef de France, c’est-à-dire « d'azur semé de fleurs de lys d'or » (France ancien) ou « d'azur à trois fleurs de lys d'or » (France moderne). Le chef de France est une augmentation accordée aux armes de ces villes. Un terme proche est l'expression chef d'Anjou qui désigne un chef d'azur fleur-de-lysé d'or brisé d'un lambel de gueules utilisé surtout dans l'héraldique italienne. Inspiré des armes des Anjou rois de Naples, il marque la fidélité ou l'alliance politique de certaines familles avec cette dynastie.
- C'est Charles V qui réduisit le nombre de fleurs de lys à trois (1376), en l'honneur de la Sainte Trinité[29]. Le passage de France ancien à moderne a conduit à de nombreuses armes irrégulières, à enquerre. En effet, le fleurdelisé primitif est un semis, qui n'est pas soumis à la règle de contrariété des couleurs. Il peut donc être associé à des pièces ou des meubles de tout fond. En revanche, la France moderne est un émail (azur) chargé de meubles, qui ne peut en principe recevoir que des charges d'or ou d'argent. Les charges étaient très souvent de gueules (bâton du Bourbonnais, lambel de l'Artois, bande de la Marche, chef du Lyonnais, bordure du Berry, sautoir de Langres).

#### Symbolisme
- Dans la Bible, à l'entrée du Temple de Salomon "Les chapiteaux qui étaient sur le sommet des colonnes, dans le portique, figuraient des lis et avaient quatre coudées." (1 Rois 7:19). Le lys forme une corolle pure ouverte vers le haut symbolisant la réception du divin. Le quatre est le symbole de la Terre. Le Livre des Rois confère au lys la symbolique du terrestre recevant le divin.
- Sous le règne de Charles V, le rédacteur de la Charte de Limay indiquait que les fleurs de lis étaient « trois pour exprimer la Trinité, afin que, à la façon où le Père, le Verbe et l’Esprit des trois fleurs préfigurent mystérieusement un signe unique ; et à la manière où le soleil de la divinité illumine du haut de l’empyrée le monde entier, ainsi les trois fleurs d’or, placées sur un champ céleste ou d’azur resplendissent plus glorieusement sur toute la terre et éblouissent d’une clarté vive, et afin que le sens du signe s’adapte correctement aux personnes de la Trinité, la puissance des armes, la science des lettres et la clémence des princes correspondent très parfaitement au groupe des trois lis par lesquels le royaume de France a brillé aujourd’hui et conserve en cela les marques de la Trinité. Telle est l’excellence et le prestige du roi envers lequel l’indivisible Trinité manifeste une si grande volonté qu’elle a accepté de lui consacrer sa propre image et de ce fait, le royaume n’est soumis à l’autorité d’aucun prince sur terre et semble s’être placé sous sa protection propre et privilégiée. »[30]
- Dans un texte paru un siècle plus tard, il est précisé que « les fleurs de lys sont au nombre de trois parce que ce nombre est complet, qu’il contient en lui le commencement, le milieu et la fin ; de même que dans la très Sainte-Trinité, au Père est attribuée la puissance, au Fils la sagesse et au Saint-Esprit la clémence, attribut nécessaire du prince. Aussi dans les fleurs de lis, celle du milieu signifie la foi chrétienne, celle de droite le clergé, celle de gauche l’armée. »[30]

#### Abolition de la fleur de lys comme symbole de la France
- La fleur de lys cessa d'être le symbole officiel de la France sous la Révolution et l'Empire, mais fit son retour sous la Restauration, pour être finalement définitivement abandonnée à partir de la révolution de Juillet (1830), lorsque Louis-Philippe adopta le drapeau tricolore.

## La fleur de lys hors des armes de France

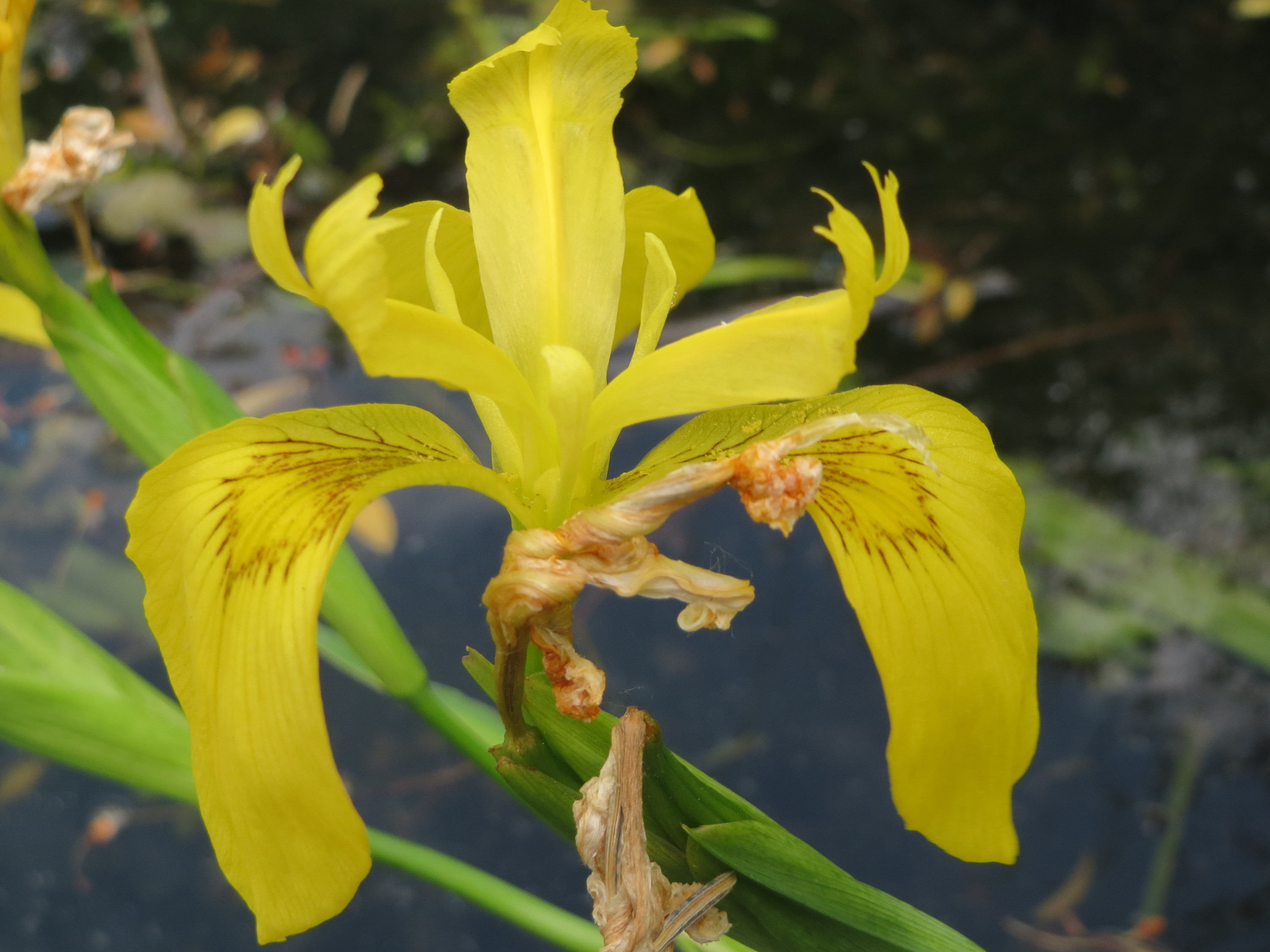
Une fleur d'iris des marais, Iris pseudacorus.

La fleur de lys se retrouve notamment sur des villes dont le nom évoque les mots lys ou fleurs, on parle d'armes parlantes. On la retrouve aussi dans des armes ou des drapeaux indiquant une origine dans la France royale, notamment chez les Franco-Américains.
- À l'origine le blason de Lille est un iris des marais (d'argent sur champs de gueules, analogue à celui d'or sur azur de Bruxelles-Capitale). La transformation en lys (aux formes très proches) serait due à une intervention de Louis XIV à la prise de la ville, en en faisant, volontairement ou non, des armes parlantes (Lille, lilium). Il ne s'agit pas d'une augmentation, et d'ailleurs la fleur de lis lilloise est d'argent (alors que le lis royal est d'or) et florencée (peut-être un rappel de l'iris primitif), comme celle de Florence (lys de Florence en totale symétrie quant aux couleurs, ce lys avec des boutons entre les fleurons n'apparaît qu'au XIe siècle) (le lis florencé de l'administration des Postes n'est pas très exubérant, néanmoins les petites boules au bout des feuilles le démarquent du lis royal).

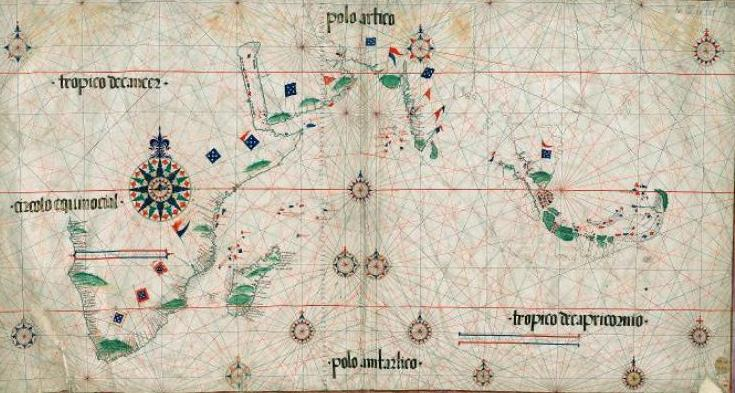
Fleur de lys indiquant le nord sur une carte

- Fleur de lys indiquant le nord sur une carteLes villes de Deûlémont et d'Armentières, très proches de Lille, ont le symbole floral dans leurs armes, elles sont traversées par la Lys.
- Le 21 janvier 1948, un nouveau drapeau du Québec portant la fleur de lys est adopté[31].
- La ville de Québec est l'une des villes nord-américaine les plus fleuries de lys. Dans le seul secteur de la vieille ville, plus de 650 fleurs de lys ornent l'extérieur des édifices : frontons, portes, enseignes commerciales, boîtes à fleurs, clôtures, etc. À l'occasion du 400e anniversaire de la fondation de Québec en 2008, une fresque[32] regroupant les 400 plus belles a été créée.
- La fleur de lys figure sur le drapeau de la ville de Saint-Louis dans l'État du Missouri aux États-Unis. Elle est un héritage de la présence française dans la région de la rive orientale du Mississippi. La ville de Saint Louis doit d'ailleurs son nom à Louis IX de France.
- Le drapeau franco-ontarien, déployé officiellement pour la première fois le 25 septembre 1975 à l'université de Sudbury, possède une fleur de lys qui rappelle l'appartenance des Franco-Ontariens au peuple canadien français[Note 5].
- Le drapeau d'Acadiane et du peuple cadien contient le fleur de lys grâce à l'héritage partiellement français des cadiens.

D'autres villes, familles, organisations, villes, provinces ou États utilisent ou ont utilisé ce symbole. On peut citer par exemple :
- La famille Lalis en France ;
- Les Bourbons en Espagne (on peut aussi noter que le Drapeau de l'Espagne comporte trois fleur de lys) ;
- La famille Fugger en Allemagne ;
- Darmstadt en Allemagne ;
- Wiesbaden en Allemagne ;
- Laško en Slovénie ;
- la Maison de Lancastre d'Angleterre ;
- Lincoln en Angleterre ;
- Lelystad aux Pays-Bas ;
- Turku en Finlande ;
- Jõelähtme en Estonie ;
- Daugavpils en Lettonie ;
- Jurbarkas en Lituanie ;
- Skierniewice en Pologne ;
- La Serbie a deux fleurs-de-lis sous l'aigle sur ses armoiries ;
- La province du Dauphiné
- Le Québec ;
- La ville de Montréal;
- La Nouvelle-Orléans et La Nouvelle-Ibérie en Louisiane ;
- Baton Rouge en Louisiane ;
- Détroit dans le Michigan ;
- Louisville dans le Kentucky ;
- Saint-Louis dans le Missouri ;
- le fabricant de guitares américain, Schecter, en a fait son logo ;
- Le vin Henkell Trocken  ;
- Le lys bosniaque ou lilium bosniacum, issu des armes du roi Stefan Tvrtko Ier de Bosnie, devint le drapeau de la Bosnie-Herzégovine entre 1992 et 1998.
- La fleur de lys, qui indiquait traditionnellement la direction du nord sur les cartes, fut pour cette raison choisie comme symbole international du scoutisme[Note 6] par Baden Powell le fondateur du scoutisme[33].
- Quelques équipes sportives ont une fleur de lys dans leur logo officiel. Par exemple, l'équipe de football de Serie A, la Fiorentina, l'équipe de football de Ligue 1 du Paris Saint-Germain, l'équipe allemande de football de SV Darmstadt 98, l'équipe de soccer de la MLS, l'Impact de Montréal, et l'équipe de football américain de la NFL, les Saints de La Nouvelle-Orléans.

## Le lys hors du monde franc
- Le lys fut très présent dans le monde romain chrétien et le monde romain byzantin. On le trouve sur les mosaïques des églises de Ravenne et de Rome[8]. Les monuments romains et byzantins ainsi que les diadèmes, sceptres et trônes des empereurs sont ornés d’aigrettes trifides[34]. Pline l'Ancien en son Histoire naturelle chante le lys : « nulle plante n'est plus féconde » ; depuis Dioscoride, nombreux sont les auteurs et les Pères de l'Église qui la déclarent « plante royale » et « reine des fleurs[11] ».
- Le lys fut présent chez les Wisigoths : il est visible sur les piliers de San Salvador de Tolède ornés de deux scènes de la vie de Jésus-Christ avec frise de deux lys et sur des pilastres au musée de Badajoz[35].
- Le motif de l'aigrette trifide est davantage présent chez les Lombards au VIIIe siècle, dont il orne de nombreux monuments, encore visibles dans les musées de Pavie, Berlin, Londres, Venise[36].

## Le meuble héraldique

### Composants
La fleur de lis est constituée de :
- Trois pétales, un central, droit, accompagné de chaque côté d'un pétale plus court et courbé vers l'extérieur. 
  - Les pétales sont le plus souvent directement accolés à leur base, mais pas nécessairement. Cette caractéristique n'est pas significative et ne se blasonne pas.
  - Les pétales sont parfois nervurés d'un trait, plus rarement d'une couleur différente - ce qui dans ce dernier cas doit se blasonner.
- Une barrette horizontale (ou « traverse », parfois « douille »), à blasonner si d'une couleur différente.
- Un pied, formé par le prolongement des pétales ou par une seule pièce trilobe. Ce pied peut être absent, la fleur de lis est alors dite « coupée » ou « au pied nourri » (ou simplement « nourrie »).

La fleur de lis peut être enrichie de quelques accessoires et produire des variantes sans que soit modifiée sa nature fondamentale (voir quelques exemples dans la galerie ci-dessous).

### La fleur de lis, meuble de meuble

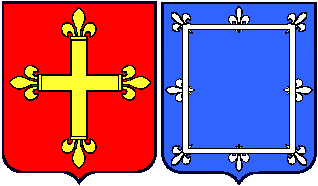

La fleur de lis intervient assez peu dans les autres meubles. Ci-contre une croix et un trêcheur fleurdelysés ou fleurdelisés (mais on dit aussi florencés). Le double trêcheur fleurdelisé et contre-fleurdelisé du blason des rois d'Écosse est passé dans le langage héraldique de ce pays sous le nom de « trêcheur royal » (royal tressure). Il est souvent employé comme augmentation.
À noter que pour la croix comme pour le sceptre de Trieste, la fleur de lis perd sa partie inférieure. Elle est dite « nourrie » ou « au pied nourri » (on ne voit pas ses racines, si on les voyait elle ne serait plus « nourrie »). Le terme de « au pied coupé » concernant tout végétal représenté sans racine est parfois utilisé pour la fleur de lis à la place de son terme spécifique.

### Différentes représentations
Suivant les époques et les modes, la fleur de lys (comme pratiquement tous les autres meubles héraldiques) s'est vue figurée - et parfois défigurée - selon une très grande variété de styles, des plus simples silhouettes jusqu'aux représentations détaillées, en passant par des figures surchargées, peu compatibles avec la nature de l'héraldique, qui ne manipule que des symboles. Même certaines villes ont adopté leur propre style de fleur de lys (voir galerie).

## Galerie

Drapeau de l'Espagne
Drapeau du Québec
Drapeau du Québec (1868-1948).
Drapeau du royaume de France durant la Renaissance
Pavillon de la marine marchande du XVIIe siècle à 1790.
Drapeau de la Bosnie-Herzégovine (1992-1998).
Drapeau de Saint-Barthélemy
Pavillon personnel du roi de France.
Exemple de drapeau royaliste utilisé pendant la Révolution.
Drapeau de Saint-Louis (Missouri)
Drapeau de Détroit
Drapeau de la Nouvelle-Orléans.
Drapeau de Montréal
Drapeau des Franco-Américains
Drapeau franco-ontarien
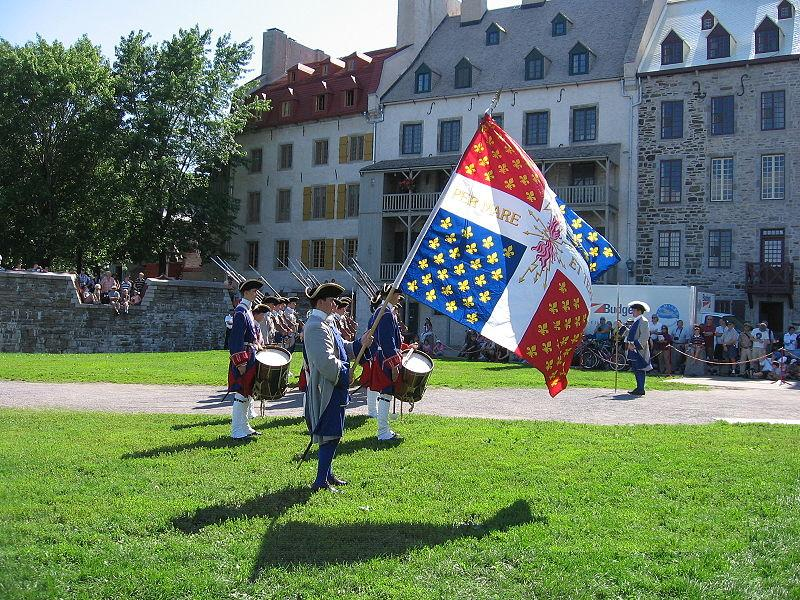
Compagnie Franche de la Marine.

Drapeau du Berry.
Drapeau de l'Orléanais.
Drapeau du Lyonnais.
Drapeau du Dauphiné.
Drapeau de la Saintonge.
Drapeau de la Bourgogne.
Drapeau de la Picardie.
Drapeau de l'Anjou.
Drapeau de la Provence.
Drapeau du Bourbonnais.
Drapeau de la Marche.
Drapeau du Maine.
Drapeau de la Touraine.
Drapeau de l'Artois.
Drapeau de la Nouvelle-France.

Semé de fleur de lys ou Semé de France.
Armes des ducs d'Anjou.
Armes de Wiesbaden (Allemagne).
Armes de Skierniewice (Pologne).
Armes de Lincoln (Angleterre).
Armes de Pertuis (France).
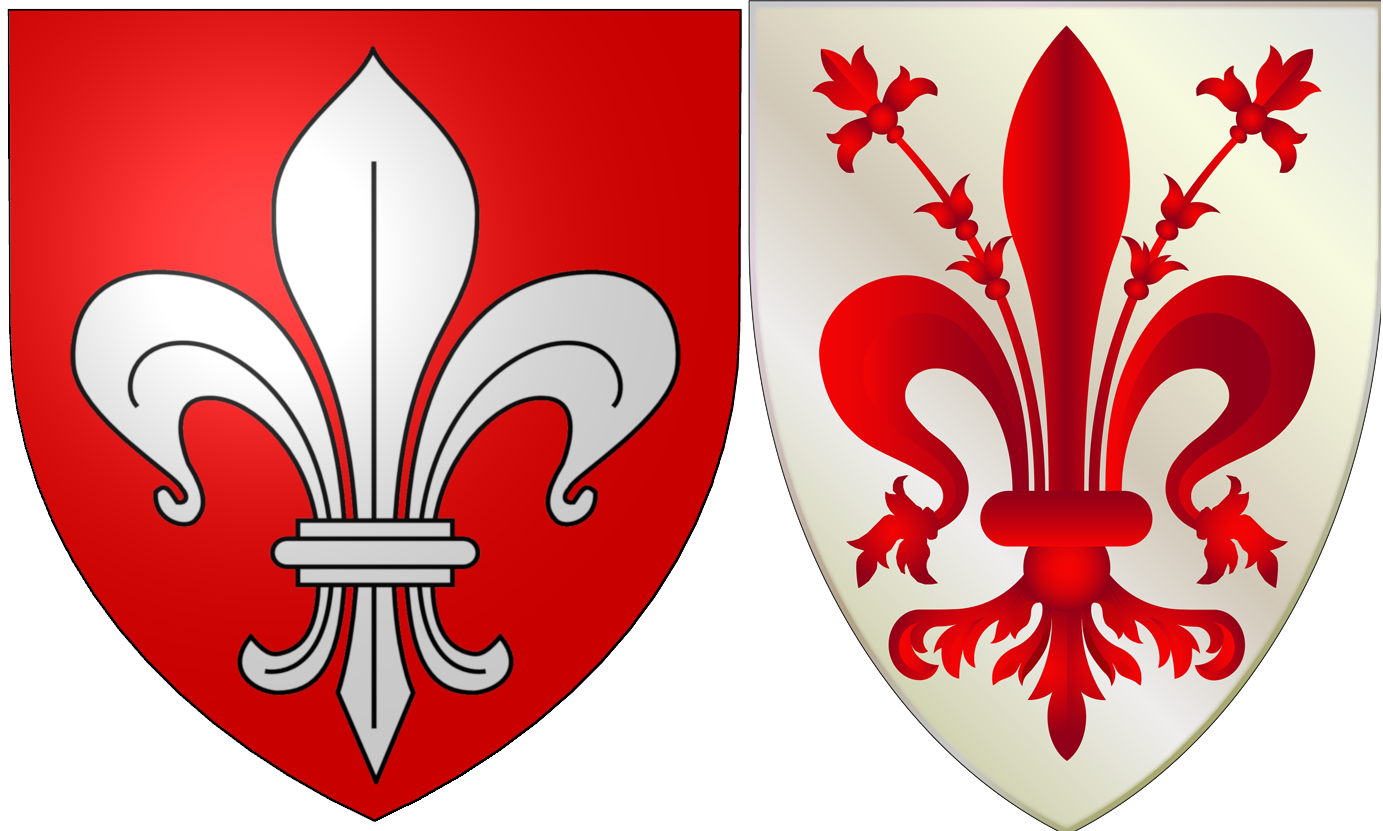
Armes de Lille et de Florence.
Armes d'Armentières.
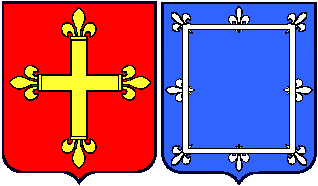
Croix et Trécheur fleurdelisés.
Armes des rois des Écossais avec le double-trécheur.
l’écu des armoiries du Canada depuis 1957
Armes de la maison royale des Bourbon d'Espagne

Standard
Standard, pied tréflé
Standard, pied unilobe
Fendue standard
Epanouie ou florencée
Dite « de Florence »
Dite « de gelre » (silhouette)
Style québécois (nervurée, feuilles décollées)
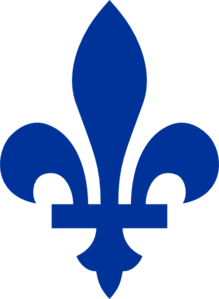
Gouvernement du Québec.
Silhouette, feuilles décollées.
Ombre
Nervurée et relief

## Encodage informatique
| nom          | glyphe | code HTML décimal | code HTML hexadécimal | Unicode |
| fleur-de-lis | ⚜      | &#9884;           | &#x269c;              | U+269C  |
| ------------ | ------ | ----------------- | --------------------- | ------- |